# Phlox subulata
Espèce
Classification phylogénétique
Phlox subulata, aussi appelé Phlox mousse, est une espèce de plante à fleurs de la famille des Polémoniacées. Identifiée en 1753 par Linné, elle appartient au genre Phlox, d’un mot grec signifiant « flamme », en référence aux couleurs vives de ses fleurs. Différentes variétés de cette plante sont cultivées à des fins ornementales et donnent lieu à des manifestations culturelles au Japon.

## Aspects botaniques

Illustration botanique de Phlox subulata, 1913.

### Caractéristiques générales
Phlox subulata est une plante vivace rampante. Son port compact se développe en forme de coussin. Espèce couvre-sol, elle peut mesurer de 10 à 20 cm de hauteur. Ses tiges diffuses et couchées s’enracinent au fur et à mesure.

#### Feuilles
Les feuilles linéaires et ciliées peuvent mesurer de 0,6 à 2 cm. Le feuillage des Phlox subulata persiste en hiver.

#### Fleurs
Les fleurs en forme d’étoile sont constituées d’une corolle tubulée formée de pétales échancrés. La floraison printanière est abondante et dure de deux à trois semaines. Les fleurs s’épanouissent jusqu'à recouvrir totalement le feuillage,. Lorsque les conditions sont favorables, la plante offre un tapis de fleurs colorées très fourni, pouvant être rose pâle, rose vif, rouge, violet, blanc et parfois bicolore ou encore marqué d’un cœur rose vif,.

### Origine
Le Phlox subulata, originaire de l’Amérique de Nord, provient de l’Est du Canada, du Nord-Est et du Sud-Est des États-Unis .

### Quelques sous-espèces et variétés
- Phlox subulata L. 'Alexanders Surprise'[5],[6]
- Phlox subulata L. 'Scarlet Flame'[5],[6]
- Phlox subulata L. f. albiflora Britton[5],[6]
- Phlox subulata L. f. australis (Wherry) Fernald[5],[6]
- Phlox subulata L. subsp. australis Wherry[5],[6]
- Phlox subulata L. subsp. nivalis (Lodd.) Brand[5],[6]
- Phlox subulata L. var. brittonii Wherry[5],[6]
- Phlox subulata L. var. ciliata Brand[5],[6]
- Phlox subulata f. candidula[5],[6]

## Culture duPhlox subulata

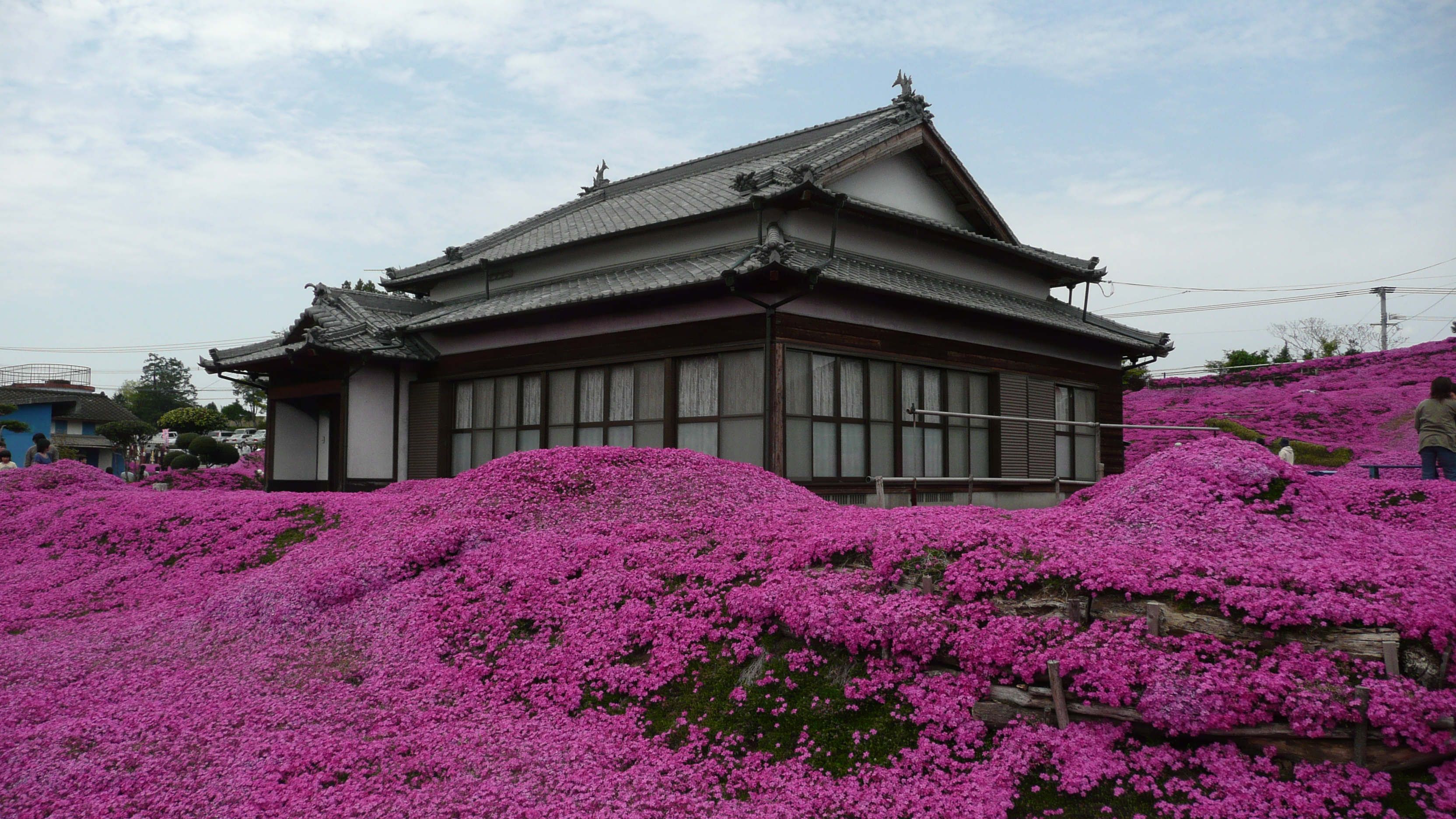
Tapis de Phlox subulata dans une maison privée à Shintomi, dans la préfecture japonaise de Miyazaki. Ce jardin devient un lieu touristique au moment de la pleine floraison.

Phlox subulata est très appréciée pour les qualités ornementales de ses fleurs. Cette plante offre un tapis très couvrant. Ses floraisons abondantes conviennent bien aux bordures, et étant plus sauvage que d’autres espèces de Phlox, elle se plaît dans des endroits escarpés, les pentes d’une rocaille par exemple,.

### Conditions générales
Les Phlox subulata peuvent être placés au soleil ou à la mi-ombre. Ces plantes sont relativement peu exigeantes pour la qualité du sol, bien qu’un bon drainage soit préférable. Elles s’adaptent à de nombreux sols sableux, graveleux, argileux ou légèrement calcaires,. Les Phlox subulata apprécient les sols au pH neutre ou légèrement alcalin,. Ces plantes sont de bonne rusticité et résistent plutôt bien au froid, à condition que le drainage soit suffisant,. Les Phlox subulata sont sensibles à l’oïdium, qui entraîne un dessèchement des feuilles,.

### Multiplication
Les Phlox subulata se multiplient aisément par division des touffes, qui après la floraison peuvent être séparées et replantées. Il est aussi possible de bouturer les tiges, qui vont s’enraciner durant l’automne,,.

### Un jardin d’ornement remarquable
Des milliers de visiteurs viennent de tout le Japon afin d’admirer les floraisons de Phlox subulata dans un jardin privé à Shintomi, dans la préfecture de Miyazaki. Ce jardin a été créé par Toshiyuki Kuroki, qui habite l’endroit avec Yasuko, son épouse avec qui il est marié depuis 60 ans. À la suite d'une cécité brutale, Yasuko devient dépressive, et s'isole dans sa maison. Son mari a alors l’idée d’embellir leur jardin en y plantant ces fleurs, afin de faire venir des visiteurs qui puissent égayer les journées de son épouse. Le journaliste du Daily Mail qui relate l'histoire de ce couple explique que plus de 10 ans après les premières plantations, Yasuko a retrouvé le sourire, et que le jardin attire désormais quelque 7 000 visiteurs par an. Les touristes y viennent aussi pour rencontrer ce couple dont l’histoire d’amour participe du charme du jardin.

## Aspect culturel

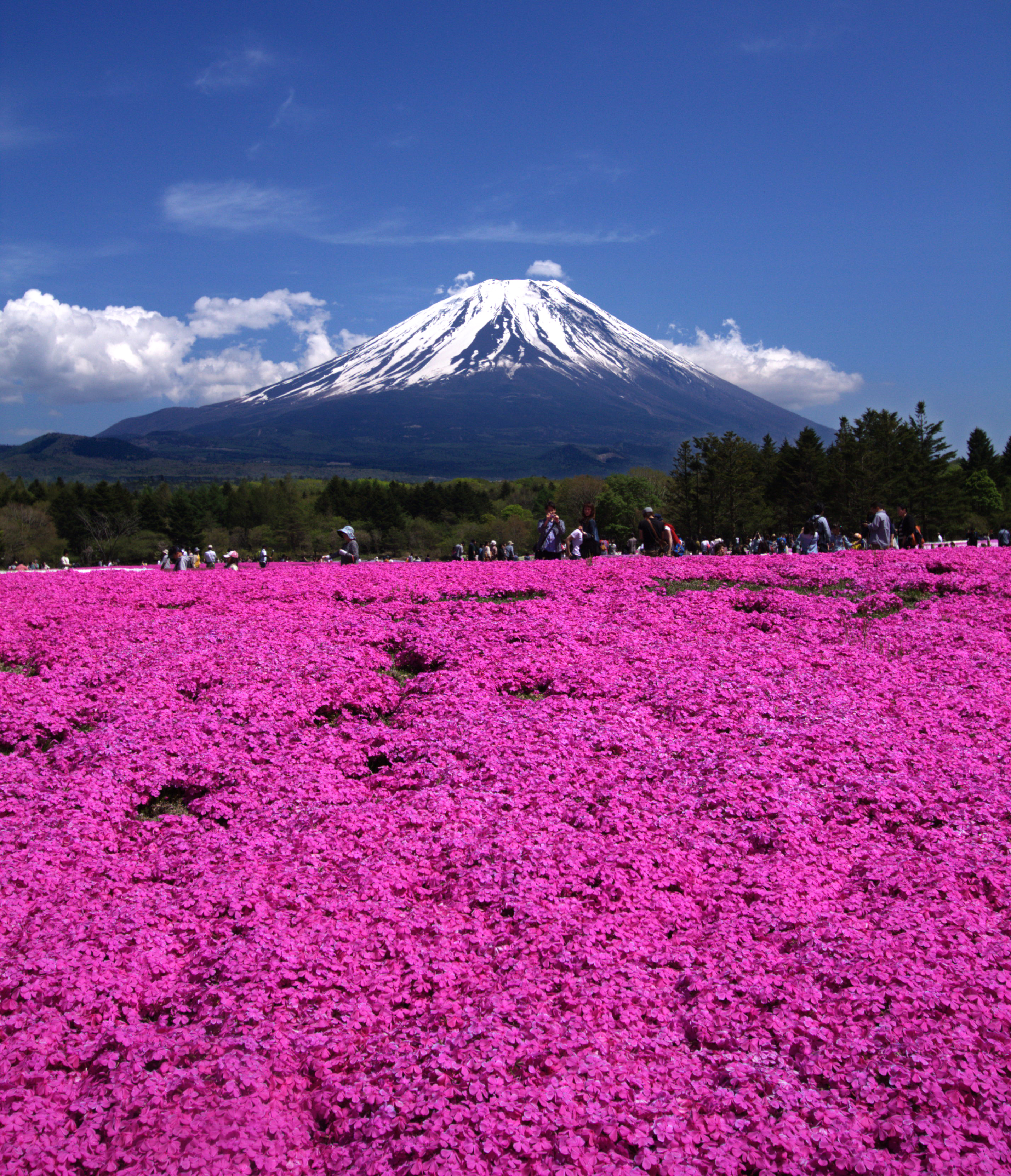
Parterre de Phlox subulata au Fuji Shibazakura Festival.

Une manifestation culturelle autour du Phlox subulata a lieu chaque année au Japon, il s'agit du Fuji Shibazakura Festival. Les Phlox subulata se nomment Shibazakura  (芝桜, shiba-sakura) en japonais, mot composé de shiba et de sakura, littéralement cerisier pelouse. Ce nom vient de la ressemblance entre les fleurs des Phlox subulata et les fleurs de sakura, les cerisiers ornementaux du japon.

### Description générale du Fuji Shibazakura Festival
Le Fuji Shibazakura Festival, est un événement créé en 2008 qui se déroule à la station Fuji Motosu, dans la région du lac Motosu, au Japon. Dans un parc de 2,4 hectares, ce sont plus de 800 000 fleurs de Phlox subulata que des milliers de touristes viennent admirer,,. Le festival commence vers mi-avril et dure un peu plus d’un mois. Six variétés de Phlox subulata sont utilisées pour créer les parterres de fleurs : McDaniel’s Cushion (rose foncé), Mont-Blanc (blanc), Autumn Rose (rose), Tama-no-Nagare (rose pâle), Little Dot (blanc) et Oakington Blue-Eyes (rouge violet),.

### Shibazakura et Mont Fuji
Le parc permet de se promener dans des allées au milieu des parterres de fleurs colorées. Le festival est très apprécié pour les photographies qu’il permet de réaliser, avec les tapis de différentes teintes qui s’entrecroisent et aussi par la présence du mont Fuji en toile de fond,. En plus de la montagne présente en arrière-plan, le mont Fuji est symbolisé dans un coin du parc, par une butte recouverte de fleurs. La partie enneigée de son sommet est représentée par des fleurs blanches et le reste de la butte est recouvert de fleurs roses,.     

## Galerie

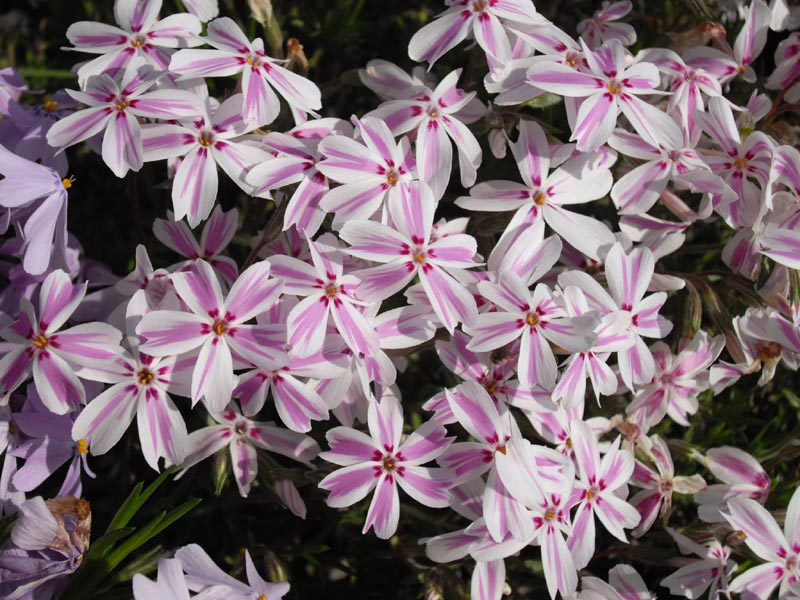
Phlox subulata 'Candy stripe'.
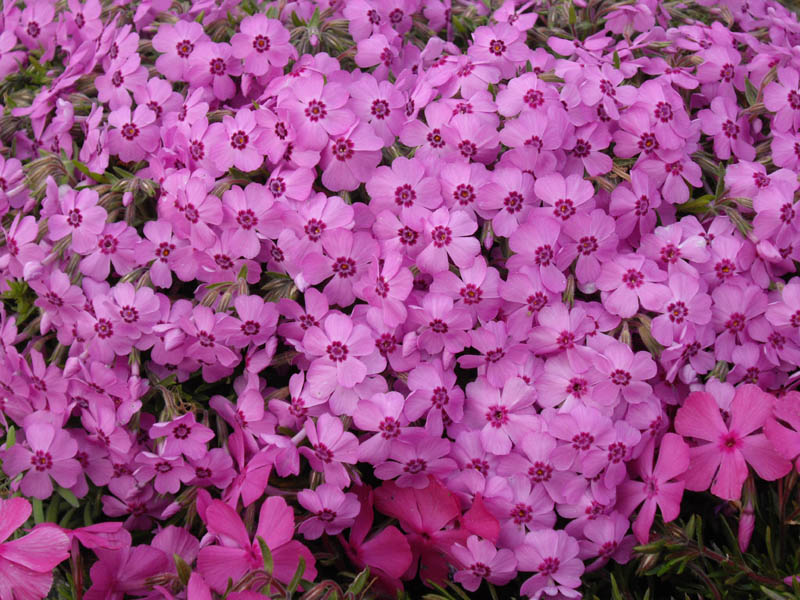
Phlox subulata 'Holly'.
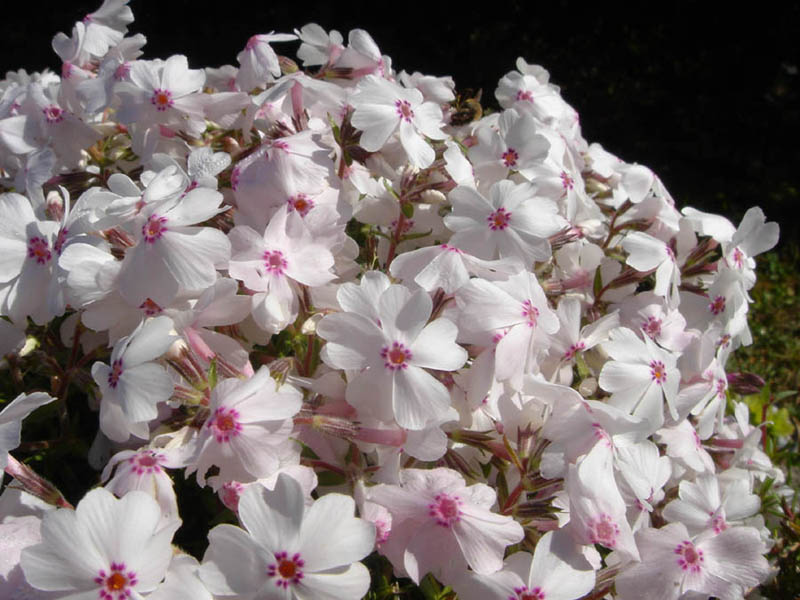
Phlox subulata 'Amazing grace'.
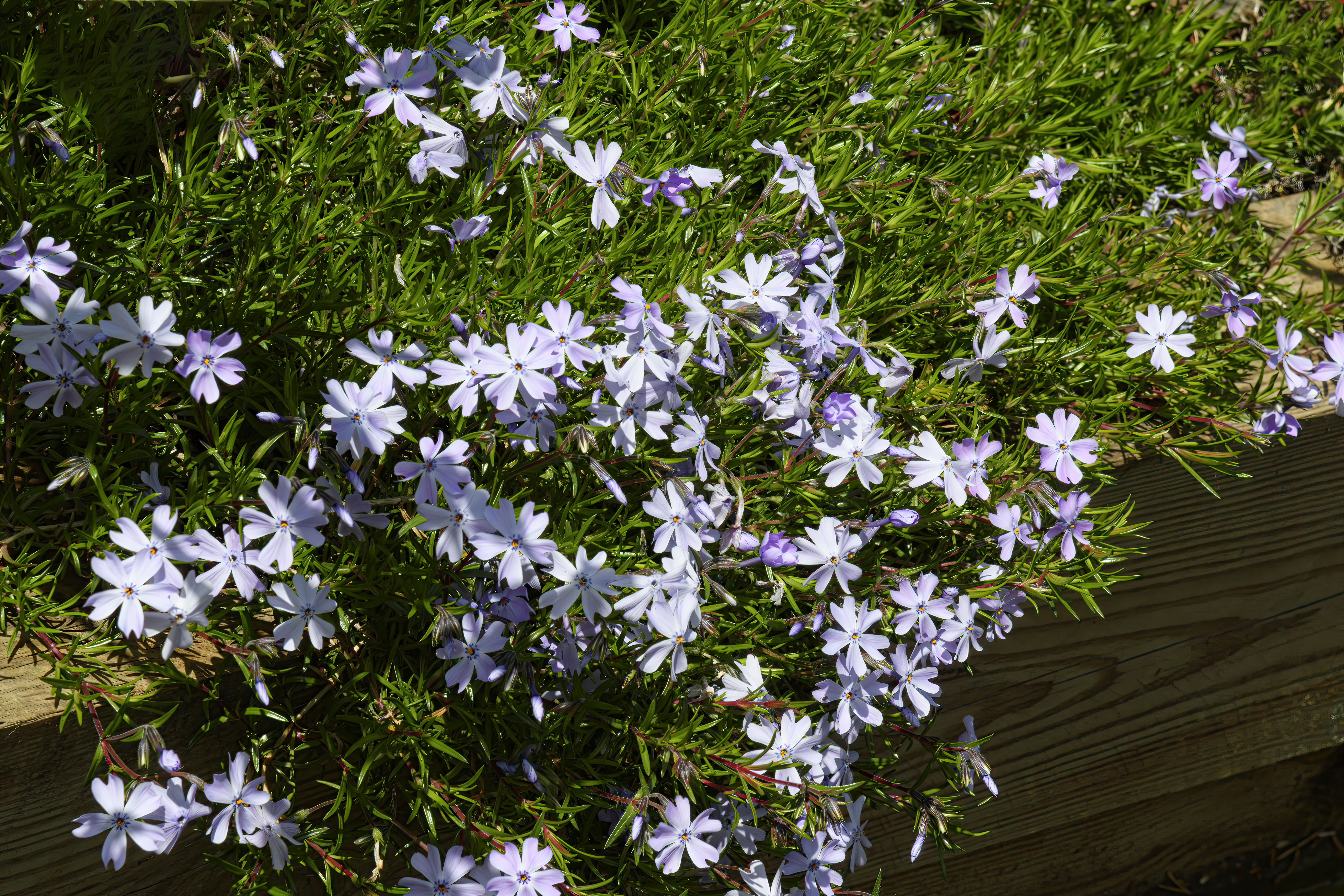
Phlox subulata 'Emerald Cushion Blue'
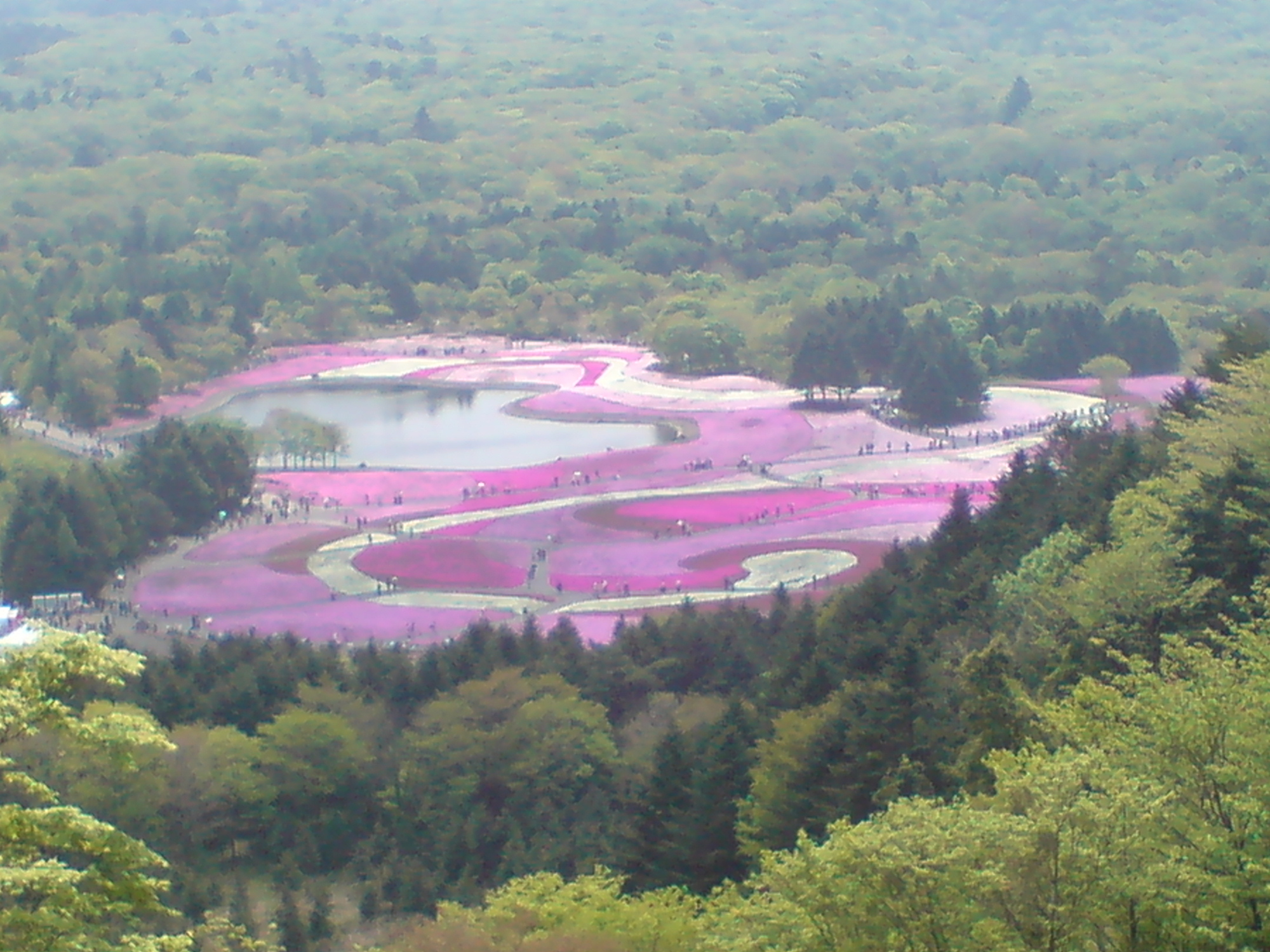
Lit de Phlox subulata au lac Motosu.
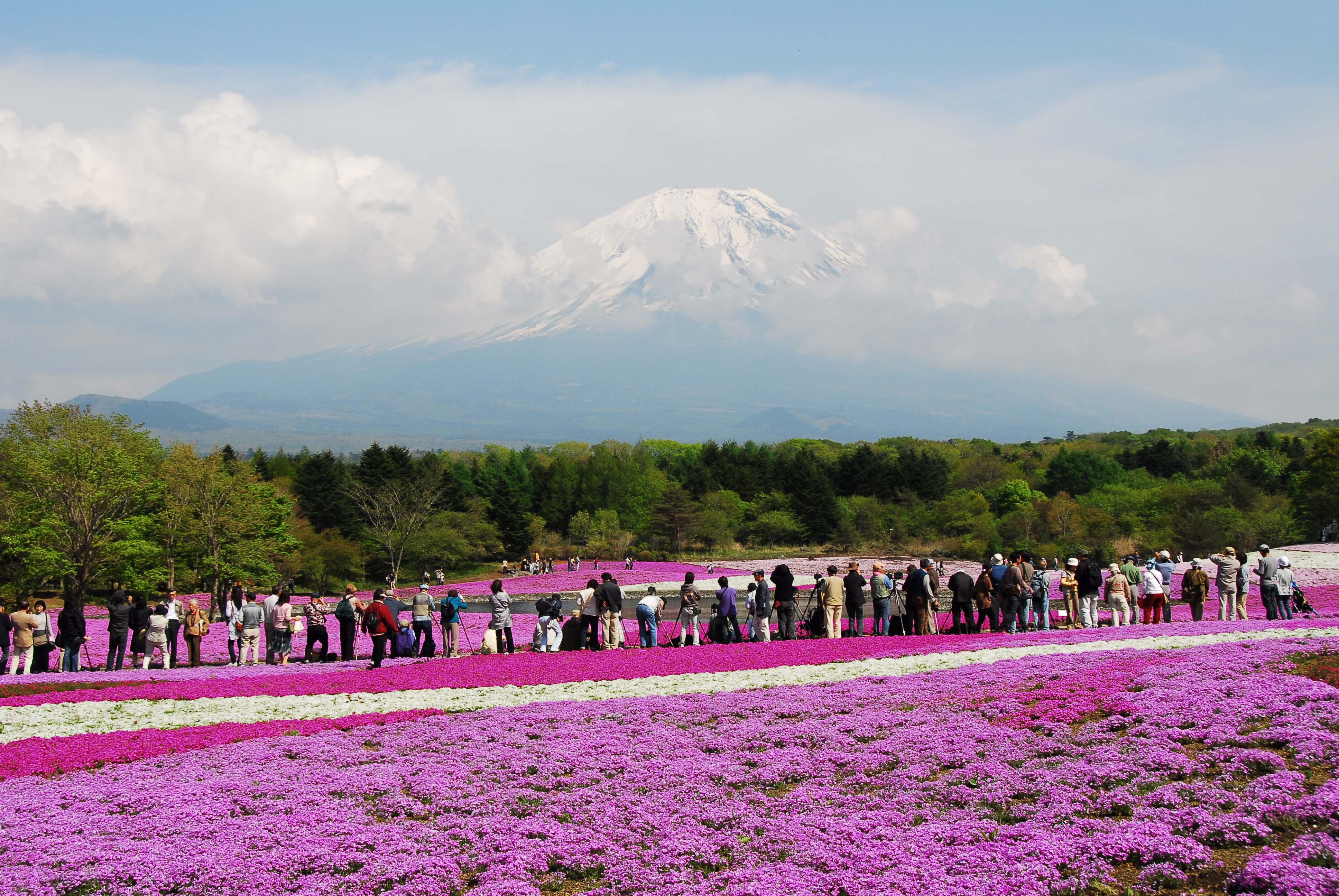
Fujishibazakura.
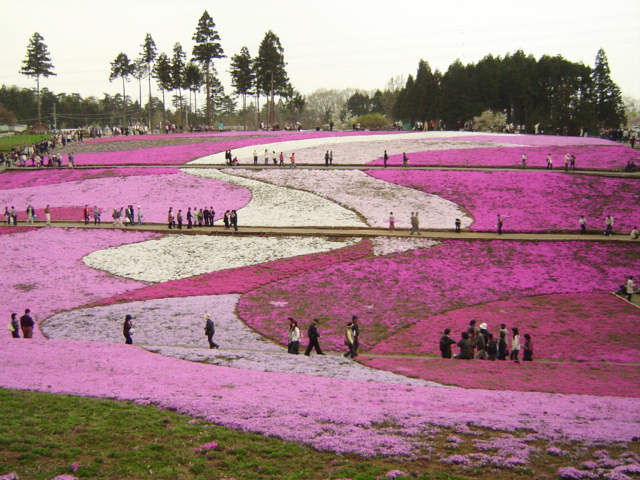
Hitsujiyama-park Phlox subulata 2005.